# Peso (moneda de Chile, 1817-1960)
El peso (símbolo: $) fue la moneda de curso legal de Chile desde 1817 hasta 1960, cuando fue reemplazada por el escudo —moneda que a su vez fue sustituida en 1975 por un nuevo peso—.
Fue establecido en 1817, junto con la independencia del país, y en 1851 se estableció el sistema decimal en el peso, que quedó constituido por 100 centavos. Se mantuvo como la moneda de curso legal en Chile hasta el 1 de enero de 1960, cuando fue reemplazado por el escudo. Fue fabricado por la Casa de Moneda de Chile (1743) y regulado por el Banco Central de Chile (1925), encargado del control de la cantidad de dinero en circulación.

## Historia

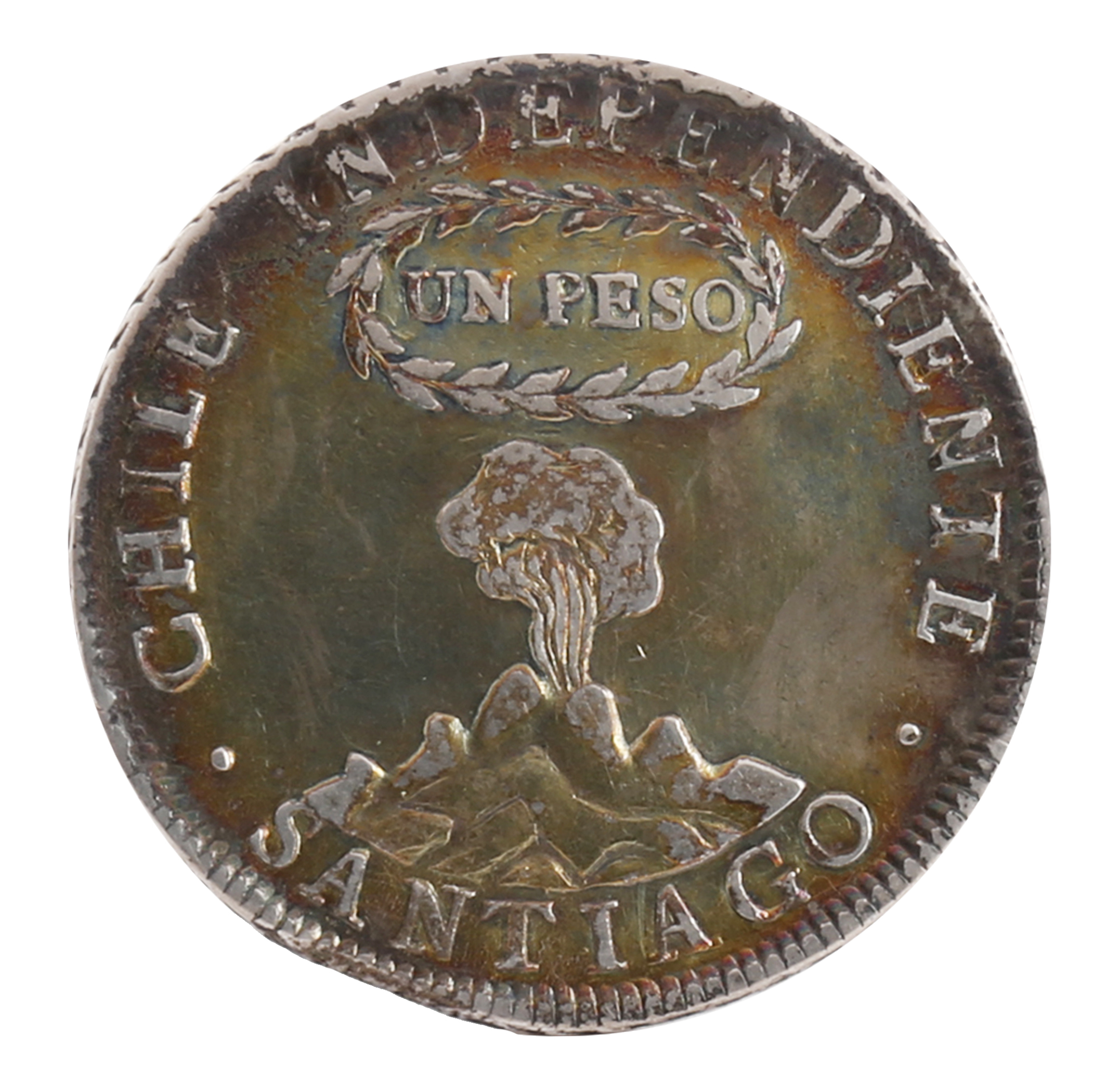
Primera moneda de Chile independiente, acuñada en 1817.

Pese a que la adopción del peso en reemplazo del real colonial se remonta a 1817, con el inicio del periodo de la Patria Nueva, se siguió utilizando el sistema español de moneda en que 8 reales equivalían a 1 peso y 2 pesos a 1 escudo. En 1835 se introdujeron las monedas de cobre denominadas en centavos, pero no fue hasta 1851 que dejaron de emitirse las denominaciones de real y escudo y se iniciaron nuevas emisiones en centavos y décimos (por valor de 10 centavos). La costumbre de utilizar el antiguo sistema monetario español persistió en Chile hasta el 9 de enero de 1851, cuando mediante ley se adoptó el sistema decimal, en que 1 peso quedó constituido por 10 décimos o 100 centavos.
También en 1851, el peso se fijó en 5 francos franceses, o 22,5 gramos de plata pura. Sin embargo, las monedas de oro se emitieron con un estándar diferente al de Francia, con 1 peso equivalente a 1,37 gramos de oro (5 francos equivalían a 1,45 gramos de oro). En 1885 se adoptó un patrón oro, vinculando el peso a la libra esterlina británica a una tasa de 13+1⁄3 pesos = 1 libra (1 peso = 1 chelín y 6 peniques); este se redujo en 1926 a 40 pesos = 1 libra (1 peso equivalente a 6 peniques).
En 1925 la circulación de dinero fue controlada por el entonces recién creado Banco Central de Chile. La Ley Monetaria, publicada en el Diario Oficial el 16 de septiembre de dicho año, estableció al peso con un contenido equivalente de 6 peniques de oro y que 10 unidades de peso constituirían «un cóndor»; se estableció también que en toda moneda de 10 pesos o más se estamparía en letras y cifras su valor en pesos, y en letras de menor dimensión su equivalencia en cóndores.
A partir de 1932, el valor del peso empezó a declinar gradualmente, y para la década de 1940, la inflación empezó a aumentar rápidamente; como consecuencia de ello, mediante la Ley 11885 del 15 de septiembre de 1955 se dispuso que todas las obligaciones se pagaran en pesos enteros, sin centavos.
En el contexto de una política de saneamiento de la economía nacional y control inflacionario emprendida por el gobierno de Jorge Alessandri, entre 1960 y 1975 el peso fue reemplazado por el escudo (Eº). La tasa de conversión fue de 1000 pesos por 1 escudo.

## Monedas

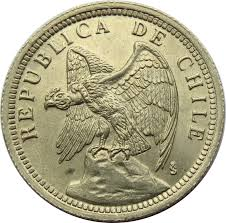
Anverso de una moneda de 1 peso de 1933.

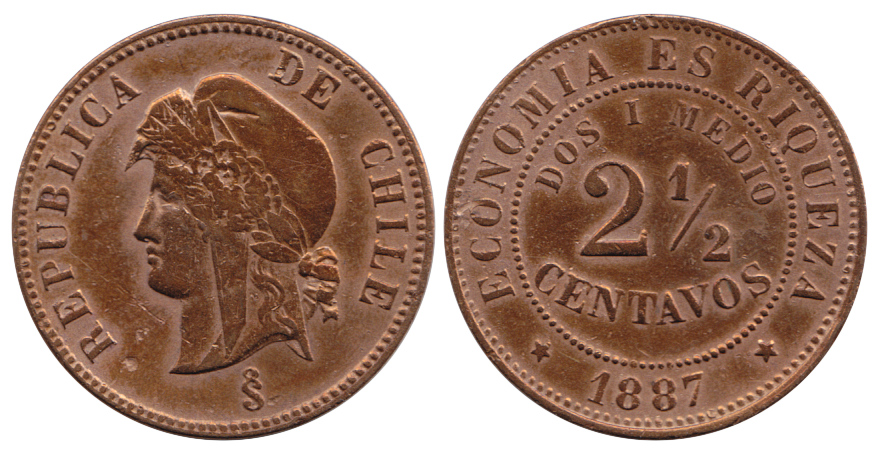
2 1⁄2 centavos en 1887

Entre 1817 y 1851 se acuñaron monedas de plata en denominaciones de 1⁄4, 1⁄2, 1 y 2 reales y 1 peso (también denominadas 8 reales), y monedas de oro de 1, 2, 4 y 8 escudos. En 1835 se acuñaron monedas de cobre de 1⁄2 y 1 centavo. Entre 1851 y 1853 se introdujo una acuñación decimal completa, que constaba de 1⁄2 y 1 centavo de cobre, 1⁄2 y 1 décimo de plata (5 y 10 centavos), 20 y 50 centavos y 1 peso, y 5 y 10 pesos de oro. En 1860 se introdujeron monedas de oro de 1 peso, seguidas de 1⁄2, 1 y 2 centavos hechas en cuproníquel entre 1870 y 1871. Las monedas de cobre para estas denominaciones se reintrodujeron entre 1878 y 1883, y se agregaron cobre de 2+1⁄2 centavos en 1886. En 1895 se introdujo una nueva acuñación de oro, que reflejaba el patrón oro más bajo, con monedas de 2, 5, 10 y 20 pesos. En 1896, las monedas de 1⁄2 y 1 décimo fueron reemplazadas por monedas de 5 y 10 centavos.
En 1907, se introdujo una moneda de plata de 40 centavos de corta duración tras el cese de la producción de la moneda de 50 centavos. En 1919 se emitió la última de las monedas de cobre (1 y 2 centavos). Al año siguiente, el cuproníquel reemplazó a la plata en las monedas de 5, 10 y 20 centavos. Se introdujo una acuñación de oro final en 1926, en denominaciones de 20, 50 y 100 pesos. En 1927 se acuñaron monedas de plata de 2 y 5 pesos. Las monedas de cuproníquel de 1 peso se introdujeron en 1933, reemplazando a la última de las monedas de plata. En 1942 se introdujeron las monedas de cobre de 20 y 50 centavos y de 1 peso. Las últimas monedas del primer peso se emitieron entre 1954 y 1959; estas fueron de aluminio con denominaciones de 1, 5 y 10 pesos.
Las monedas de oro en lingotes con nominales en 100 pesos se acuñaron entre 1932 y 1980 (es decir, sobrevivieron hasta los períodos de dos monedas posteriores). Además, hubo una emisión especial de monedas de oro (100, 200 y 500 pesos) en 1968.
Las monedas emitidas en valores de 5 y 10 pesos a partir de 1956, así como las monedas bullion de 20, 50 y 100 pesos emitidas desde 1925 hasta 1980 (excediendo en 20 años la vigencia de este patrón monetario) también traen dicha equivalencia en cóndores, siendo 10 pesos por cóndor.

## Billetes
El primer papel moneda chileno fue emitido entre 1840 y 1844 por la tesorería de la Provincia de Valdivia, en denominaciones de 4 y 8 reales. En la década de 1870, varios bancos privados comenzaron a emitir papel moneda, entre ellos el Banco Agrícola, el Banco de la Alianza, el Banco de Concepción, el Banco Consolidado de Chile, el Banco de A. Edwards y Cía., el Banco de Escobar, Ossa y Cía., el Banco Mobiliario, el Banco Nacional de Chile, el Banco del Pobre, el Banco del Sur, el Banco de la Unión y el Banco de Valparaíso, mientras que otros les siguieron en las décadas de 1880 y 1890. Las denominaciones incluían 1, 2, 5, 10, 20, 50, 100 y 500 pesos. El Banco de A. Edwards y Cía. también emitió billetes denominados en libras esterlinas.
En 1881, el gobierno emitió papel moneda convertible en plata u oro, en denominaciones de 1, 2, 5, 10, 20, 50, 100 y 1000 pesos. Se agregaron billetes de 50 centavos en 1891 y de 500 pesos en 1912. En 1898, el gobierno hizo emisiones provisionales, consistentes en billetes de bancos privados sobreimpresos con las palabras "Emisión Fiscal". Esto marcó el final de la producción de papel moneda privado.
En 1925, el Banco Central de Chile comenzó a emitir billetes. Los primeros, en denominaciones de 5, 10, 50, 100 y 1000 pesos, fueron sobreimpresiones en billetes del gobierno. En 1927 se emitieron billetes marcados como "Billete Provisional" en denominaciones de 5, 10, 50, 100, 500 y 1000 pesos. Los primeros billetes regulares se introdujeron entre 1931 y 1933, en denominaciones de 1, 5, 10, 50, 100, 500, 1000, 5000 y 10 000 pesos. Los billetes de 1 peso dejaron de producirse en 1943, habiendo sido presentados en diversos años como una emisión provisional. Los billetes de 20 pesos fueron puestos en circulación a inicios de 1941, como homenaje a la celebración de los 400 años de la fundación de Santiago de Chile, y fueron emitidos hasta 1947. Las denominaciones restantes continuaron la producción hasta 1959, con un billete de 50 000 pesos cuyas características habían sido fijadas en 1958.
Los billetes emitidos después de 1925 muestran la equivalencia en cóndores, que era a razón de 10 pesos por cóndor. La siguiente tabla presenta las series emitidas por el Banco Central de Chile desde 1932:
| Denominación                     | Emisión   | Color         | Dimensiones  | Anverso                                                               |
| Denominación                     | Emisión   | Color         | Dimensiones  | Reverso                                                               |
| -------------------------------- | --------- | ------------- | ------------ | --------------------------------------------------------------------- |
| 1 peso 1⁄10 cóndor (provisional) | 1932-1942 | Azul/amarillo | 120 × 60 mm  | Denominación y sello del Banco Central de Chile.                      |
| 1 peso 1⁄10 cóndor (provisional) | 1932-1942 | Azul/amarillo | 120 × 60 mm  | Denominación y letra indicativa de la serie.                          |
| 1 peso 1⁄10 cóndor (provisional) | 1943      | Azul/amarillo | 88 × 51 mm   | Denominación y sello del Banco Central de Chile.                      |
| 1 peso 1⁄10 cóndor (provisional) | 1943      | Azul/amarillo | 88 × 51 mm   | Denominación y letra indicativa de la serie.                          |
| 5 pesos ½ cóndor                 | 1932-1959 | Azul          | 145 × 70 mm  | Efigie de Bernardo O'Higgins.                                         |
| 5 pesos ½ cóndor                 | 1932-1959 | Azul          | 145 × 70 mm  | Denominación.                                                         |
| 10 pesos 1 cóndor                | 1932-1959 | Pardo rojizo  | 145 × 70 mm  | Efigie de Manuel Bulnes.                                              |
| 10 pesos 1 cóndor                | 1932-1959 | Pardo rojizo  | 145 × 70 mm  | Denominación.                                                         |
| 20 pesos 2 cóndores              | 1939-1947 | Café          | 145 × 70 mm  | Efigie de Pedro de Valdivia.                                          |
| 20 pesos 2 cóndores              | 1939-1947 | Café          | 145 × 70 mm  | Vista del parque del cerro Santa Lucía.                               |
| 50 pesos 5 cóndores              | 1932-1959 | Verde         | 145 × 70 mm  | Efigie de Aníbal Pinto.                                               |
| 50 pesos 5 cóndores              | 1932-1959 | Verde         | 145 × 70 mm  | Denominación.                                                         |
| 100 pesos 10 cóndores            | 1933-1959 | Rojo          | 145 × 70 mm  | Efigie de Arturo Prat.                                                |
| 100 pesos 10 cóndores            | 1933-1959 | Rojo          | 145 × 70 mm  | Denominación.                                                         |
| 500 pesos 50 cóndores            | 1933-1945 | Amarillo/Café | 180 × 80 mm  | Efigie de Manuel Montt.                                               |
| 500 pesos 50 cóndores            | 1933-1945 | Amarillo/Café | 180 × 80 mm  | Llegada de Almagro a Chile, por Pedro Subercaseaux.                   |
| 500 pesos 50 cóndores            | 1947-1959 | Azul          | 145 × 70 mm  | Efigie de Manuel Montt.                                               |
| 500 pesos 50 cóndores            | 1947-1959 | Azul          | 145 × 70 mm  | Llegada de Almagro a Chile, por Pedro Subercaseaux.                   |
| 1000 pesos 100 cóndores          | 1933-1947 | Café          | 180 × 80 mm  | Efigie de Manuel Blanco Encalada.                                     |
| 1000 pesos 100 cóndores          | 1933-1947 | Café          | 180 × 80 mm  | La fundación de Santiago, por Pedro Lira.                             |
| 1000 pesos 100 cóndores          | 1947-1959 | Negro         | 145 × 70 mm  | Efigie de Manuel Blanco Encalada.                                     |
| 1000 pesos 100 cóndores          | 1947-1959 | Negro         | 145 × 70 mm  | La fundación de Santiago, por Pedro Lira.                             |
| 5000 pesos 500 cóndores          | 1932      | Naranja       | 200 × 105 mm | Efigie de Manuel Antonio Tocornal.                                    |
| 5000 pesos 500 cóndores          | 1932      | Naranja       | 200 × 105 mm | Denominación                                                          |
| 5000 pesos 500 cóndores          | 1940      | Azul          | 200 × 105 mm | Efigie de Manuel Antonio Tocornal.                                    |
| 5000 pesos 500 cóndores          | 1940      | Azul          | 200 × 105 mm | Carga de O'Higgins en la Batalla de Rancagua, por Pedro Subercaseaux. |
| 5000 pesos 500 cóndores          | 1947-1959 | Café          | 175 × 85 mm  | Efigie de Manuel Antonio Tocornal.                                    |
| 5000 pesos 500 cóndores          | 1947-1959 | Café          | 175 × 85 mm  | Carga de O'Higgins en la Batalla de Rancagua, por Pedro Subercaseaux. |
| 10 000 pesos 1000 cóndores       | 1932      | Verde         | 200 × 105 mm | Efigie de José Manuel Balmaceda.                                      |
| 10 000 pesos 1000 cóndores       | 1932      | Verde         | 200 × 105 mm | Denominación                                                          |
| 10 000 pesos 1000 cóndores       | 1940      | Pardo         | 200 × 105 mm | Efigie de José Manuel Balmaceda.                                      |
| 10 000 pesos 1000 cóndores       | 1940      | Pardo         | 200 × 105 mm | Abrazo de Maipú, por Pedro Subercaseaux.                              |
| 10 000 pesos 1000 cóndores       | 1947-1959 | Café/Gris     | 180 × 85 mm  | Efigie de José Manuel Balmaceda.                                      |
| 10 000 pesos 1000 cóndores       | 1947-1959 | Café/Gris     | 180 × 85 mm  | Abrazo de Maipú, por Pedro Subercaseaux.                              |
| 50 000 pesos 5000 cóndores       | 1959      | Verde         | 180 × 85 mm  | Efigie de Arturo Alessandri Palma.                                    |
| 50 000 pesos 5000 cóndores       | 1959      | Verde         | 180 × 85 mm  | Frontispicio del edificio del Banco Central de Chile.                 |

## En la cultura popular
Expresiones coloquiales antiguas que han sobrevivido en el español chileno hasta nuestros días son:
- «no tengo ni un veinte», en referencia a la moneda de veinte centavos que circuló entre 1907 y 1941.
- «no tengo ni un cobre», referido a las monedas de un centavo que circularon entre mediados del siglo XIX e inicios del siglo XX así como las de peso que circularon entre 1942 y 1959, ambas hechas de cobre.[16]

Además, en el español chileno coloquial se usaban ciertos sobrenombres para algunas monedas y billetes:
- chico o cobre: moneda de cobre de un centavo.[17]
- quinto o cinco: moneda de cinco centavos.[17]
- chaucha o veinte: moneda de plata de veinte centavos.[17]
- gamba:[18] el billete de cien pesos debía su apodo a su color rojo, similar al de las gambas.[19] En la actualidad se usa para referirse a las monedas de cien pesos actuales.[20]
- luca: el billete de mil pesos.[19]
- sota: el billete de diez mil pesos.[21]